# Слово Фибоначчи

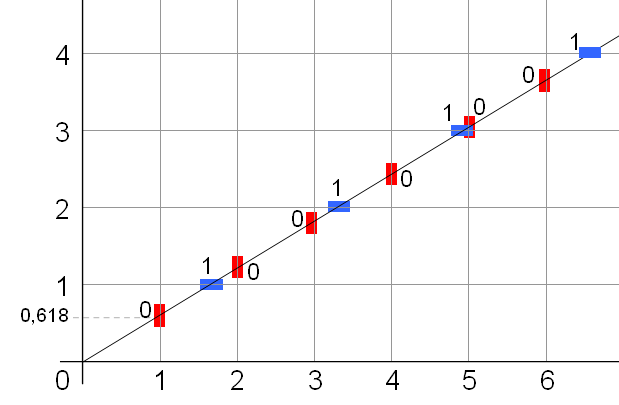
Описание посредством с прямой, имеющей наклон или, где — золотое сечение.

Слово Фибоначчи — это некоторая последовательность двоичных цифр (или символов из любого двухбуквенного алфавита). Слово Фибоначчи формируется путём повторения конкатенации тем же образом, что и числа Фибоначчи образуются путём повторяемых сложений.
Слово Фибоначчи является хрестоматийным примером слова Штурма.
Название «слово Фибоначчи» используется также для обозначения членов формального языка L, содержащего строки из нулей и единиц без рядом стоящих единиц. Любая часть конкретного слова Фибоначчи принадлежит L, но в языке много и других строк. В языке L число строк каждой возможной длины является числом Фибоначчи.

## Определение
Пусть {\displaystyle S_{0}} равно «0», а {\displaystyle S_{1}} равно «01». Теперь {\displaystyle S_{n}=S_{n-1}S_{n-2}} (конкатенация предыдущего члена и члена до него).
Бесконечное слово Фибоначчи — это предел {\displaystyle S_{\infty }}.
Перечисление членов последовательности из определения выше даёт:
{\displaystyle S_{0}}    0
{\displaystyle S_{1}}    01
{\displaystyle S_{2}}    010
{\displaystyle S_{3}}    01001
{\displaystyle S_{4}}    01001010
{\displaystyle S_{5}}    0100101001001
…
Первые несколько элементов бесконечного слова Фибоначчи:
0, 1, 0, 0, 1, 0, 1, 0, 0, 1, 0, 0, 1, 0, 1, 0, 0, 1, 0, 1, 0, 0, 1, 0, 0, 1, 0, 1, 0, 0, 1, 0, 0, 1, 0, 1, 0, 0, 1, 0, 1, 0, 0, 1, 0, 0, 1, 0, 1, 0, 0, 1, 0, 1, 0, 0, 1, 0, 0, 1, 0, 1, 0, 0, 1, 0, 0, 1, 0, 1, 0, 0, 1, 0, 1, 0, 0, 1, 0, 0, 1, 0, 1, 0, 0, 1, 0, 0, 1, 0, 1, 0, 0, 1, 0, 1, 0, 0, 1, … (последовательность A003849 в OEIS)

## Выражение в замкнутой форме для конкретных цифр
Цифра с номером n слова равна {\displaystyle 2+\left\lfloor {{n}\,\varphi }\right\rfloor -\left\lfloor {\left({n+1}\right)\,\varphi }\right\rfloor }, где {\displaystyle \varphi } — золотое сечение, а {\displaystyle \left\lfloor x\right\rfloor } — функция «floor» («пол»).

## Правила подстановки
Другой способ перехода от Sn к Sn + 1 — замена каждого символа 0 в Sn парой символов 0, 1 и замена каждого 1 на 0.
Альтернативно, можно представить генерацию всего бесконечного слова Фибоначчи с помощью следующего процесса. Начинаем с символа 0, на него устанавливаем курсор. На каждом шаге, если курсор указывает на 0, добавляем 1 и 0 в конец слова, а если курсор указывает на 1, добавляем 0 в конец слова. В любом случае шаг завершается передвижением на одну позицию вправо.
Похожее бесконечное слово иногда называется золотой струной или кроличьей последовательностью, образуется аналогичным бесконечным процессом, но правило замены другое — если курсор указывает на 0, добавляем 1, а если указывает на 1, добавляем 0, 1. Результирующая последовательность начинается с
0, 1, 0, 1, 1, 0, 1, 0, 1, 1, 0, 1, 1, 0, 1, 0, 1, 1, 0, 1, 0, 1, 1, 0, 1, 1, 0, 1, 0, 1, 1, 0, …
Однако эта последовательность отличается от слова Фибоначчи тривиально — нули заменяются на единицы и вся последовательность сдвигается на единицу.
Выражение в замкнутой форме для золотой струны:
Цифра с номером n слова равна {\displaystyle \left\lfloor {{n}\,\varphi }\right\rfloor -\left\lfloor {\left({n-1}\right)\,\varphi }\right\rfloor -1}, где {\displaystyle \varphi } — золотое сечение, а {\displaystyle \left\lfloor x\right\rfloor } — функция «floor».

## Обсуждение
Слово связано со знаменитой последовательностью с тем же именем (последовательность Фибоначчи) в том смысле, что сложение целых чисел в индуктивном определении заменяется конкатенацией строк. Это приводит к тому, что длина Sn равна Fn + 2, (n + 2)-ому числу Фибоначчи. Также число единиц в Sn равно Fn, а число нулей в Sn равно Fn + 1.

## Другие свойства
- Бесконечное слово Фибоначчи не является периодическим и не является финально периодическим[1].
- Две последних цифры слова Фибоначчи либо «01», либо «10».
- Удаление двух последних букв слова Фибоначчи или добавление в начало дополнения двух последних букв создаёт палиндром. Пример: 01{\displaystyle S_{4}}=0101001010 является палиндромом. Палиндромическая плотность бесконечного слова Фибоначчи равна 1/φ, где φ — золотое сечение. Это наибольшее возможное значение для непериодических слов[2].
- В бесконечном слове Фибоначчи отношение (число цифр)/(число нулей) равно φ, так же, как и отношение числа нулей к числу единиц.
- Бесконечное слово Фибоначчи является сбалансированной последовательностью[англ.]. Возьмём две подстроки той же самой длины где-либо в слове Фибоначчи. Разница между их весами Хэмминга (число единиц) никогда не превышает 1[3].
- Подслова 11 и 000 никогда не встречаются.
- Функция сложности[англ.] бесконечного слова Фибоначчи равна n+1 — оно содержит n+1 различных подслов длины n. Пример: Имеется 4 различных подслов длины 3 : «001», «010», «100» и «101». Будучи непериодической последовательностью, слово имеет «минимальную сложность», а потому является словом Штурма[англ.][4] с наклоном {\displaystyle 1/\phi ^{2}}. Бесконечное слово Фибоначчи является стандартным словом[англ.], образованным директивной последовательностью[англ.] (1,1,1,….).
- Бесконечное слово Фибоначчи рекуррентно. То есть любое подслово встречается бесконечно часто.
- Если {\displaystyle u} является подсловом бесконечного слова Фибоначчи, то подсловом является его обратное, обозначаемое {\displaystyle u^{R}}.
- Если {\displaystyle u} является подсловом бесконечного слова Фибоначчи, то наименьший период {\displaystyle u} является числом Фибоначчи.
- Конкатенация двух последовательностей слов Фибоначчи «почти коммутативна». {\displaystyle S_{n+1}=S_{n}S_{n-1}} и {\displaystyle S_{n-1}S_{n}} отличаются только в последних двух буквах.
- Как следствие, бесконечное число Фибоначчи может быть описано последовательностью сечений прямой с наклоном {\displaystyle \phi } или {\displaystyle \phi -1}. См. рисунок выше.
- Число 0,010010100…, десятичные цифры которого являются цифрами бесконечного слова Фибоначчи, трансцендентно.
- Буквы «1» можно найти в позициях, задаваемых последовательными значениями верхней последовательности Витхоффа (OEIS A001950): {\displaystyle \lfloor n\phi ^{2}\rfloor }
- Буквы «0» можно найти в позициях, задаваемых последовательными значениями нижней последовательности Витхоффа (OEIS A000201): {\displaystyle \lfloor n\phi \rfloor }
- Распределение {\displaystyle n=F_{k}} точек на единичной окружности, размещённых последовательно по часовой стрелке на золотой угол {\displaystyle {\frac {2\pi }{\phi ^{2}}}}, образует шаблон из двух длин {\displaystyle {\frac {2\pi }{\phi ^{k-1}}},{\frac {2\pi }{\phi ^{k}}}} на единичной окружности. Хотя описанный выше процесс образования слова Фибоначчи не соответствует напрямую последовательному делению сегментов окружности, этот шаблон равен {\displaystyle S_{k-1}}, если начинать с точки, ближайшей по часовой стрелке, при этом 0 соответствует длинному расстоянию, а 1 соответствует короткому расстоянию.
- Бесконечное слово Фибоначчи может содержать повторение 3 последовательных идентичных подслов, но никогда не содержит 4 таких подслова. Критический индекс[англ.] для бесконечного слова Фибоначчи равен {\displaystyle 2+\phi =3,618} повторений[5]. Это наименьший индекс (или критический индекс) среди всех слов Штурма.
- Бесконечное слово Фибоначчи часто упоминается как худший случай[англ.] для алгоритмов выявления повторений в строке.
- Бесконечное слово Фибоначчи является морфическим словом[англ.], образованным из {0,1}* путём эндоморфизма 0 → 01, 1 → 0[6].

## Приложения
Построения слов Фибоначчи используются для моделирования физических систем с непериодическим порядком, таких как квазикристаллы, и изучения свойств рассеяния света кристаллов со слоями Фибоначчи.